# Anchoviella lepidentostole
A Anchoviella lepidentostole  (popularmente chamada, como outras espécies de Anchoviella, de manjubinha, manjuba, petitinga ou ginga), algumas vezes confundida com a piaba da água doce, é um peixe clupeiforme da família Engraulidae. Habita as zonas mais superficiais dos rios de água doce tropicais. Atinge, no máximo, cerca de 12 cm de comprimento.

## Características Gerais
As manjubas vivem em água salgada e são encontradas pelo litoral do Brasil, com vida curta de 3 anos e 4 meses, começando seu ciclo de reprodução após 1 ano de vida.  Como a maioria dos peixes, possuem escamas na pele e glândulas que produzem uma espécie de muco. Este muco facilita o deslizamento dos peixes na água e protege seu corpo contra a entrada de microrganismos.

## Reprodução
Nas primeiras chuvas do ano ocorre a piracema das manjubas: O macho e a fêmea lançam suas gametas na água ao mesmo tempo. Quando as gametas se encontram dá-se origem aos ovos onde nascerão os filhotes. A fecundação, portanto, é externa.
Na maioria das vezes, milhares de ovos se formam, embora poucos cheguem a fase adulta. Isso se dá porque muitos filhotes e ovos fazem parte da alimentação de outros animais.